# Alberto Lombardi
Alberto Lombardi (Dronero, 29 agosto 1893 – Roma, 11 aprile 1975) è stato un cavaliere italiano, vincitore di una medaglia di bronzo nell'Equitazione ai Giochi olimpici di Parigi 1924.

## Palmarès
| Anno | Manifestazione  | Sede   | Evento                      | Risultato |
| ---- | --------------- | ------ | --------------------------- | --------- |
| 1924 | Giochi olimpici | Parigi | Concorso completo a squadre | Bronzo    |